# Ludwig Mitteis
Ludwig Mitteis (Lubiana, 1859 – Lipsia, 1921) è stato un giurista austriaco.
Docente di diritto romano all'università di Praga dal 1887, all'università di Vienna dal 1885 e all'università di Lipsia dal 1899, oltre che valente papirologo fu l'innovatore della concezione del diritto romano.
Mitteis sostenne infatti che questo era stato, almeno nella sua fase tarda, influenzato dall'ellenismo, creando una nuova via di studi.